# 全国按劳分配问题理论讨论会
1977年至1978年，中国经济理论界进行了四次全国按劳分配问题理论讨论会，讨论了按劳分配和资产阶级法权问题，最终否认按劳分配与资产阶级、资本主义关联。

## 历史
1977年春，国家计委经济研究所、中国社会科学院经济研究所等单位在经济学界发起关于按劳分配理论的讨论。1977年4月13日、14日，国家计委经济研究所、中国社会科学院经济研究所、北京市委党校等30多个在京单位的100多位理论工作者参加了第一次全国按劳分配理论讨论会。同年6月22日、23日，第二次讨论会召开，近百个在京单位的400多位理论工作者参加。同年10月25日至11月1日，第三次讨论会召开，135个在京单位的500多人、来自全国23个省、市、自治区的280余人参加。三次讨论会纪要编成《一九七七年在北京举行的三次按劳分配理论讨论会纪要汇》。
1978年5月5日，《人民日报》发表特约评论员文章《贯彻实行按劳分配的社会主义原则》，正式恢复按劳分配的名誉。
1978年10月25日至11月3日，更大规模的第四次讨论会召开，500多名代表参加，分为三个分会。